# Jean-Pierre Jeandat
Pas d'image ? Cliquez ici
Jean-Pierre Jeandat, né le 9 mars 1970 à Reims, est un pilote de vitesse moto français. Le numéro fétiche sous lequel il a souvent couru est le 51.
Il a débuté à 14 ans en courant en 50 cm3 avec une mobylette à variateur préparée par Zonzon à Argenteuil, dans des courses amateurs où il se distingua. Quand la FFM organisa un championnat dans cette catégorie en 1986, c'est lui qui fit le titre.
En 1990, il est Champion de France superbike catégorie 250 cm3.
Il commence sa carrière en Grand prix en catégorie 125 cm3 en participant au Grand Prix de France 1989 et termine 13e. L'année suivante en 1990, on le retrouve en catégorie 250 cm3 pour deux départs. De 1991 à 1993, il participe à la saison complète, toujours en 250 cm3. Puis de 1994 à 1996, il participe au championnat 500 cm3.
Il a marqué 86 points au championnat du monde des pilotes pendant sa carrière toutes catégories confondues.

## Carrière en Grand Prix
| Année | Cat.    | Équipe | Moto       | GP | Vict. | Podiums | Poles | Mtour | Pts | Position |
| ----- | ------- | ------ | ---------- | -- | ----- | ------- | ----- | ----- | --- | -------- |
| 1989  | 125 cm³ |        | Honda      | 1  | 0     | 0       | 0     | 0     | 3   | 38e      |
| 1990  | 250 cm³ |        | Honda      | 1  | 0     | 0       | 0     | 0     | 4   | 34e      |
| 1991  | 250 cm³ |        | Honda      | 15 | 0     | 0       | 0     | 0     | 59  | 12e      |
| 1992  | 250 cm³ |        | Aprilia    | 8  | 0     | 0       | 0     | 0     | 1   | 26e      |
| 1993  | 250 cm³ |        | Aprilia    | 10 | 0     | 0       | 0     | 0     | 1   | 32e      |
| 1994  | 500 cm³ |        | ROC Yamaha | 13 | 0     | 0       | 0     | 0     | 17  | 19e      |
| 1995  | 500 cm³ |        | Paton      | 11 | 0     | 0       | 0     | 0     | 1   | 32e      |
| 1996  | 500 cm³ |        | Paton      | 9  | 0     | 0       | 0     | 0     |     |          |